# Empusa uvarovi
Empusa uvarovi är en bönsyrseart som beskrevs av Lucien Chopard 1921. Empusa uvarovi ingår i släktet Empusa och familjen Empusidae. Inga underarter finns listade i Catalogue of Life.